# Rhomboda atrorubens
Rhomboda atrorubens är en orkidéart som först beskrevs av Rudolf Schlechter, och fick sitt nu gällande namn av Paul Ormerod. Rhomboda atrorubens ingår i släktet Rhomboda och familjen orkidéer. Inga underarter finns listade i Catalogue of Life.